# Coreopsidinae
Coreopsidinae, podtribus glavočika, dio tribusa Coreopsideae. Postoji 14 rodova, tipični je Coreopsis.

## Rodovi
1. Coreopsis L. (47 spp.)
2. Coreocarpus Benth. (7 spp.)
3. Burnellia Mesfin & D. J. Crawford (23 spp.)
4. Pseudoagarista Mesfin & D. J. Crawford (11 spp.)
5. Gyrophyllum (Nutt.) Mesfin & D. J. Crawford (6 spp.)
6. Silphidium (Torr. & A. Gray) Mesfin & D. J. Crawford (1 sp.)
7. Cosmos Cav. (35 spp.)
8. Bidens L. (222 spp.)
9. Goldmanella Greenm. (1 sp.)
10. Thelesperma Less. (13 spp.)
11. Electranthera Mesfin, Crawford & Pruski (3 spp.)
12. Ericentrodea S. F. Blake & Sherff, Sherff (6 spp.)
13. Dahlia Cav. (40 spp.)
14. Hidalgoa La Llave (3 spp.)